# Illinois Tool Works
Illinois Tool Works Inc. (ITW) is een van de 500 grootste bedrijven in  de Verenigde Staten. Het bedrijf werd opgericht in 1912 door Byron L. Smith.
Het vervaardigt uiteenlopende systemen, industriële apparatuur, verbruiksartikelen en speciale producten voor het bedrijfsleven. Er werken bijna 48.000 mensen, verdeeld over honderden bedrijven in 57 landen. Het hoofdkantoor is gevestigd in Glenview, een voorstad van Chicago, Illinois. In 2011 had ITW meer dan 20.000 lopende patenten en patentaanvragen wereldwijd, en staat dan ook in de top 100 van bedrijven met verstrekte patenten.
Het Nederlandse bedrijf Gamko, dat koelinstallaties produceert, is sinds 2008 onderdeel van ITW.